# Thorictus kandaharicus
Thorictus kandaharicus is een keversoort uit de familie spektorren (Dermestidae). De wetenschappelijke naam van de soort werd in 1962 gepubliceerd door Hans John.